# ЛИАЗ
„ЛИАЗ“ (от рус. Ликински́й авто́бусный заво́д (ЛиАЗ)) e компания, производител на автобуси, разположена в градчето Ликино-Дульово, край столицата на Русия – Москва.

## История
Началото на московската марка е поставено през 1937 година, с построяването на лесотехнически завод в Ликино-Дульово, крайМосква. През 1944 г. завода е преструктуриран в Ликински машиностроителен завод и започва производство на електрически триони, траверси, мобилни електроцентрали и друго оборудване за дърводобив. Първия сериен автобус – ЛиАЗ-677 слиза от конвейра през 1963-та година.
- ЛИАЗ 677
- ЛИАЗ 5280
- ЛИАЗ 6213
- ЛИАЗ-5256
- ЛИАЗ-4292
- ЛИАЗ-5292
- ЛИАЗ-5250